# Clydonodozus guttatipennis
Clydonodozus guttatipennis is een tweevleugelige uit de familie steltmuggen (Limoniidae). De soort komt voor in het Afrotropisch gebied.